# José Manuel Martínez Toral
José Manuel Martínez Toral, futbolísticamente conocido como Manolo, (Caravaca de la Cruz (Murcia) 29 de octubre de 1960) es un exfutbolista español. 

## Trayectoria
Inició su carrera en el FC Barcelona en la temporada 1978-79, procedente del filial, donde permaneció hasta la de 1987-1988. En esta etapa jugó 97 partidos de Liga y ganó una Recopa de Europa y una Liga. Luego se retiró después de una temporada más en el Murcia.
Como curiosidad cabe mencionar su relativo parecido con Johan Cruyff

## Palmarés
Torneos nacionales
| Título              | Club            | País   | Año  |
| ------------------- | --------------- | ------ | ---- |
| Copa de la Liga     | F. C. Barcelona | España | 1983 |
| Copa del Rey        | F. C. Barcelona | España | 1983 |
| Supercopa de España | F. C. Barcelona | España | 1983 |
| Liga Española       | F. C. Barcelona | España | 1985 |
| Copa de la Liga     | F. C. Barcelona | España | 1986 |

Torneos internacionales
| Título           | Equipo (*)      | Sede      | Año  |
| ---------------- | --------------- | --------- | ---- |
| Recopa de Europa | F. C. Barcelona | Barcelona | 1982 |